# Bianca di Castiglia
Bianca di Castiglia (Palencia, 4 marzo 1188 – Parigi, 27 novembre 1252) era figlia del re di Castiglia Alfonso VIII e di Eleonora Plantageneta e fu regina di Francia in virtù del suo matrimonio con Luigi VIII. Fu reggente, dal 1226 al 1234 e dal 1248 al 1252, in nome del figlio Luigi IX.

## Origine
Secondo la cronaca di Alberico delle Tre Fontane,
Bianca era figlia del re di Castiglia, Alfonso VIII e di Eleonora Plantageneta, che, come riporta la Historiae Anglicanae Scriptores X, era la sesta figlia legittima (seconda femmina) del re d'Inghilterra, duca di Normandia e conte d'Angiò, Enrico II, e della moglie,  duchessa d'Aquitania e Guascogna e contessa di Poitiers, Eleonora d'Aquitania, che ancora secondo la Chronica Albrici Monachi Trium Fontium, era la figlia primogenita del duca di Aquitania, duca di Guascogna e conte di Poitiers, Guglielmo X il Tolosano e della sua prima moglie, Aénor di Châtellerault († dopo il 1130), figlia del visconte Americo I di Châtellerault e della Maubergeon, che al momento della sua nascita era l'amante di suo nonno Guglielmo IX il Trovatore.

Secondo la cronaca di Alberico delle Tre Fontane,
Alfonso era figlio del re di Castiglia Sancho III e della moglie (il matrimonio viene confermato dal documento n° 56 del Recueil des chartes de l'abbaye de Silos -Rex Sancius...Regina domna Blanca uxor regis-) Bianca di Navarra, che, secondo gli Annales Compostellani era figlia  del re di Navarra, García IV Ramírez (Regina Branca mater istius Aldefonsi Regis Castellæ…fuit filia Garsiæ Regis Navarræ) e della moglie, Margherita de l'Aigle (?-25 maggio 1141), figlia di Gibert de l'Aigle e Giuliana di Perche.

La sorella Berenguela (1180-1246), moglie di Alfonso IX di León, fu regina di León e poi regina di Castiglia; la sorella, Urraca (1186/1187-1220), moglie di Alfonso II del Portogallo, fu Regina del Portogallo; la sorella Bianca (1188-1252), moglie di Luigi VIII di Francia, fu regina di Francia; la sorella, Eleonora (1200-1244), moglie di Giacomo I d'Aragona, fu Regina d'Aragona; ed il fratello, Enrico (1204-1217), fu re di Castiglia.

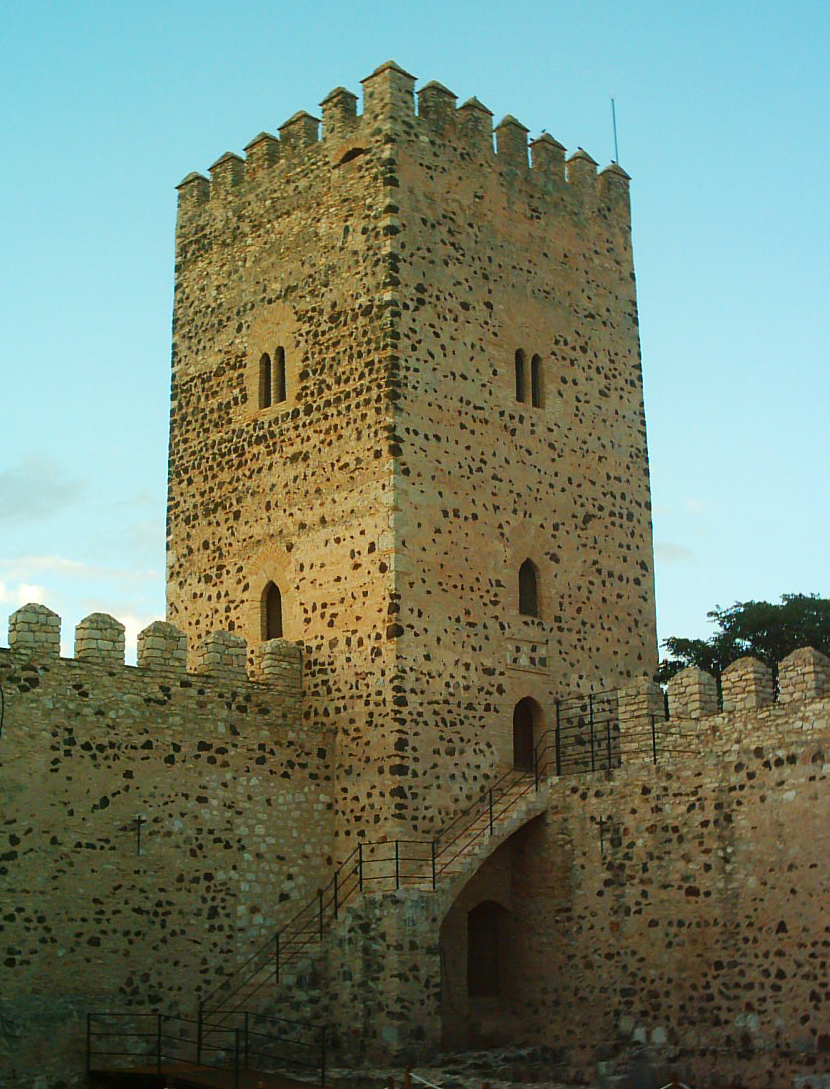
Il castello di Berenguela (Bolaños de Calatrava)

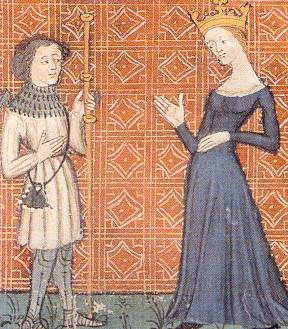
La regina

## Biografia
Il documento n° CXXVI del Cartulario de San Pedro de Arlanza, Antiguo Monasterio Benedictino, datato 4 marzo 1190 (quarta die mensis Martii, era MCCXXVIII), riporta che Bianca era nata a Palencia, in quello stesso anno (anno quo nata est Palentie infantissa Blanca de regina Alienor).
Alberic de Trois-Fontaines riporta che, nel 1200, a seguito del trattato di pace tra il re di Francia, Filippo Augusto e il padre di Bianca il re di Castiglia, Alfonso VIII (Pax firmatur inter duo reges), fu combinato il matrimonio tra l'erede al trono di Francia, Luigi e Bianca (Ludovicus filius regis Francie duxit Blancham filiam Alphonsi regis Castelle neptem ex sorore regum Anglie Richardi et Iohannis).
Bianca, il 23 maggio del 1200, nell'abbazia di Port Mort, località vicino a Pont-Audemer, in Normandia, andò in sposa al futuro Luigi VIII (1187-1226), figlio del re di Francia, Filippo Augusto e di Isabella di Hainaut, figlia del conte di Hainaut Baldovino V e della contessa di Fiandra Margherita I, come riporta lo storico medievalista britannico Frederick Maurice Powicke. 

Questo matrimonio era parte del trattato di pace anglo-francese, stipulato tra il re d'Inghilterra, Giovanni Senzaterra, di cui Bianca era la nipote (figlia della sorella), e il re di Francia, Filippo Augusto; il patto siglato il 18 maggio 1200 in una località vicina a Vernon e conosciuto come trattato di Goulet, prevedeva che la sposa portasse in dote Issoudun e Graçay nella contea di Berry, il Vexin, Évreux e 20 000 marchi d'argento, avendo come scopo principale quello di riconciliare la Francia e l'Inghilterra.
Bianca fu condotta in Francia dalla nonna materna, Eleonora d'Aquitania, circa ottuagenaria; per il matrimonio era stata inizialmente scelta sua sorella Urraca, scartata poi, secondo alcune cronache, a causa del pessimo suono che il suo nome avrebbe avuto per i francesi, ma è più probabile che Eleonora d'Aquitania avesse preferito Bianca a Urraca per le qualità intellettuali della prima.
La reputazione di Bianca è dovuta soprattutto al fatto che diede al Capetingio più di dieci figli, mettendo così fine a una serie di regni oscurati da inquietudini dinastiche. Il rigore dell'educazione morale e religiosa che donò ai figli le valse allo stesso modo l'approvazione del clero.
Bianca divenne regina di Francia nel 1223, il re Filippo Augusto era morto il 14 luglio 1223 venne incoronata regina assieme al marito, Luigi VIII, il 6 agosto 1223..
Bianca rimase vedova l'8 novembre 1226 per la morte del re Luigi VIII durante la crociata albigese, a Montpensier, come riporta la Chronique de Guillaume de Nangis (à Montpensier en Auvergne, tomba de son lit, et mourut à l'octave de la Toussaint).
Lo storico medievalista francese Charles Petit-Dutaillis riporta che Bianca divenne reggente per il figlio minorenne Luigi.

Nel periodo di reggenza (1226-1234) la regina incontrò tuttavia l'ostilità dei baroni, probabilmente contrari al governo di una donna, oltretutto straniera e sostenuta da un altro straniero, il cardinale di Sant'Angelo Romano Frangipani, ma soprattutto desiderosi di approfittare di un indebolimento dell'autorità regale per riprendere quelle prerogative politiche di cui erano stati espropriati, dopo un secolo di avanzamento del potere regale, e cercarono di destabilizzare il regno di Francia.
Bianca combatté la coalizione dei baroni semplicemente dividendola (infatti alcuni di essi, tra cui Tebaldo IV, conte di Champagne, divennero sostenitori della regina). La conclusione del trattato di Meaux-Parigi, nel 1229, ne aumentò il prestigio. Il trattato stipulato tra Luigi IX di Francia (San Luigi), sotto la sua tutela, e Raimondo VII conte di Tolosa, prevedeva il passaggio dalla Contea di Tolosa alla Francia di gran parte della Linguadoca. 

Il trattato inoltre segnò la fine del conflitto albigese.

Suo figlio Luigi IX, detto San Luigi, le lasciò una grande influenza politica anche dopo essere divenuto maggiorenne (a 20 anni) nel 1234.
Tra il 1240 e il 1242 si ebbero ribellioni nel sud del regno, in particolare nella zona dell'eresia albigese e nella contea di Tolosa, ma Bianca, che aveva assunto il controllo della situazione, reagì prontamente e riuscì a riportare la pace, dopo che il conte Raimondo VII di Tolosa aveva promesso di rispettare il trattato di Parigi e combattere l'eresia.
Bianca, che si era ritirata a vivere a Melun, dovette rientrare a Parigi per ricevere in affido la reggenza, durante la settima crociata, che, dal 1248, condusse Luigi IX in Egitto.

Bianca, nel corso della reggenza, morì il 27 novembre 1252, rimpianta dall'intero popolo, come riporta la Cronyque Anonime del Recueil des historiens des Gaules et de la France. Tome 21 e soprattutto dal figlio Luigi, che proseguì la crociata sino al 1254.

Anche gli Obituaires de la province de Sens. Tome 1,Partie 1 riportano la morte di Bianca (V Kal Dec. Ob..... Blanche regina).
Bianca seppe trionfare sulle leghe formate dai grandi vassalli contro di lei e contro lo Stato, governò con la più grande saggezza e mise fine alla guerra con gli Albigesi. Fu celebre per la propria saggezza quanto per la propria bellezza: ispirò, si dice, una forte passione in Tebaldo IV, conte di Champagne, detto anche il Trovatore, che, dopo aver sposato la causa dei baroni nel 1227, dal 1228 fu a fianco della regina, ne sostenne la politica e la cantò nei suoi versi.
Qualche anno prima della morte si fece monaca cistercense. Il suo corpo fu inumato nell'abbazia di Maubuisson, da lei stessa fondata nel 1242. In seguito fu tumulata a Parigi nell'abbazia di Saint-Denis in un sarcofago con statua giacente in marmo nero.

## Culto
È venerata come santa dalla Chiesa cattolica, anche se mai neppure beatificata, e la sua memoria cade il 2 dicembre.

## Figli
Bianca diede dodici figli a Luigi:
- Bianca (1205–1206), del cui nome non vi è certezza, citata nella Histoire généalogique et chronologique de la maison royale de France, Tome 1 di Pierre de Guibours[38];
- Filippo (1209-1218), fidanzato con la figlia del conte di Nevers, Agnese, come riporta la cronaca di Alberic de Trois-Fontaines[39];
- Alfonso (1213- morto bambino), gemello di Giovanni, citato nel Chroniques de Saint-Martial de Limoges[40];
- Giovanni (1213- morto bambino), gemello di Alfonso, citato nel Chroniques de Saint-Martial de Limoges[40];
- Luigi (1214-1270), futuro re di Francia Luigi IX il Santo[27];
- Roberto (1216-1250), conte di Artois[41];
- Alfonso (1220-1271), conte di Poitiers e Auvergne[41];
- Giovanni (circa 1221-1232), fidanzato con Iolanda di Bretagna, figlia del duca di Bretagna Pietro I[41];
- Filippo, detto Dagoberto (1222-1232)[38];
- Isabella (1224-1270), da bambina era stata fidanzata a Ugo XI di Lusignano, figlio del conte de la Marche, Ugo X, e della contessa di Angoulême ed ex regina consorte d'Inghilterra, Isabella. Poi fece voto di castità, senza entrare in convento. Beatificata da papa Leone X[38];
- Stefano (1225-1227)[38];
- Carlo (1226-1285), re di Sicilia, che diede inizio alla seconda casa d'Angiò[38].

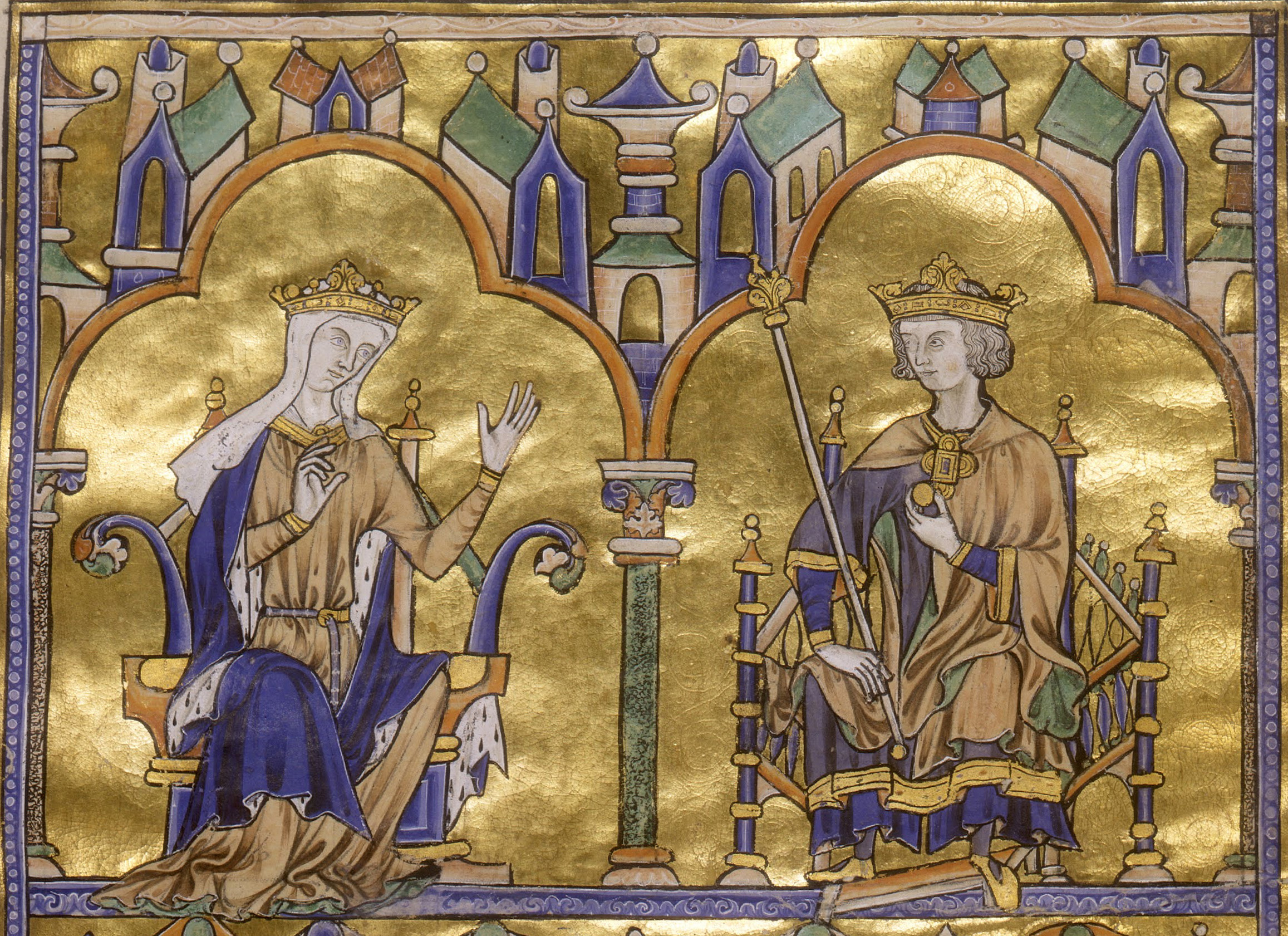
Bianca e il figlio Luigi IX sul trono
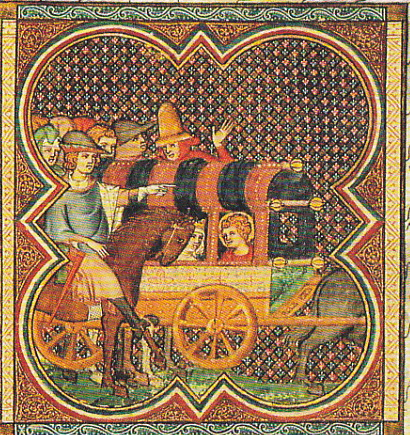
Bianca e il figlio Luigi IX in viaggio verso Reims
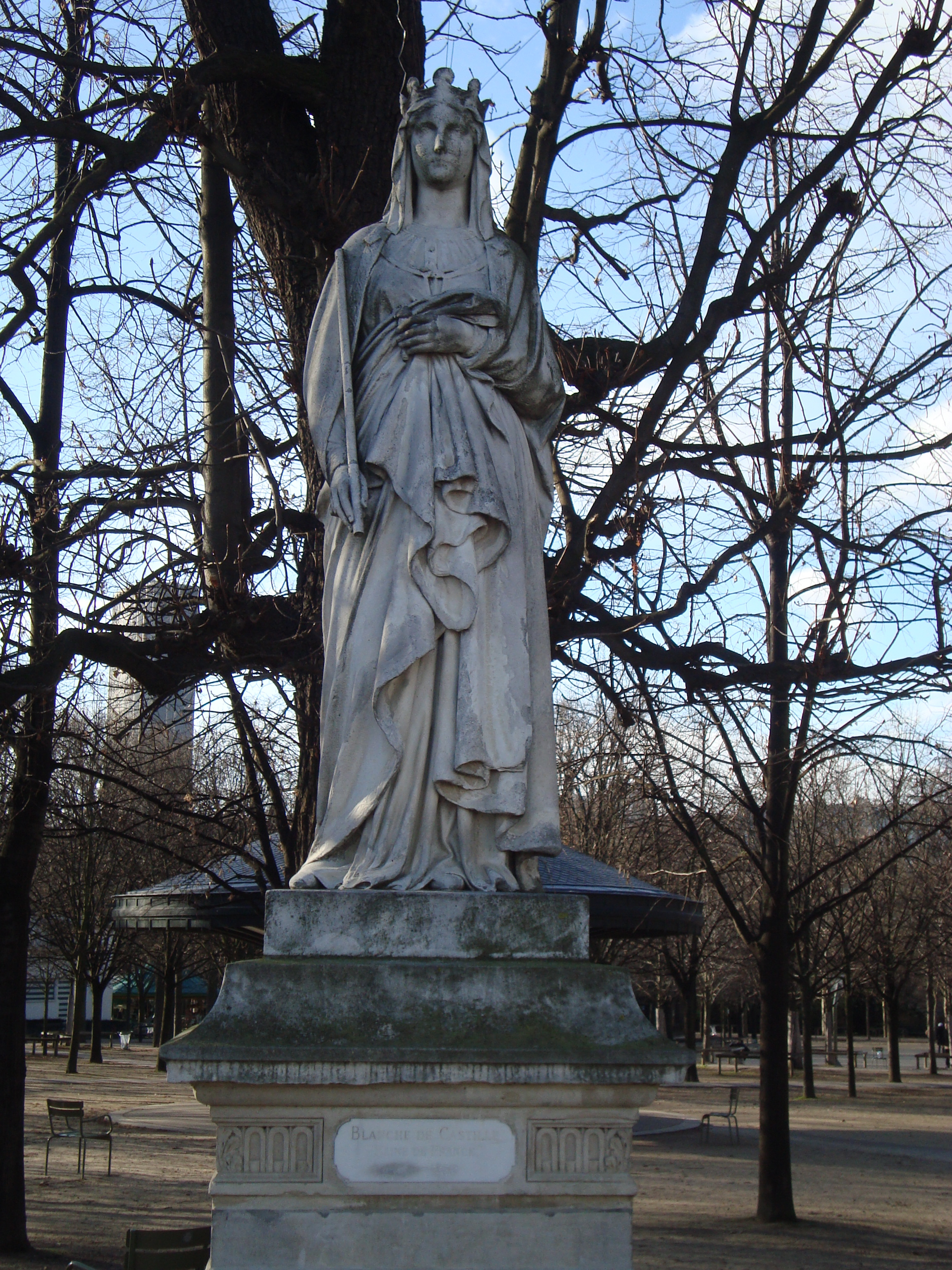
Statua di Bianca di Castiglia nei Giardini del Lussemburgo
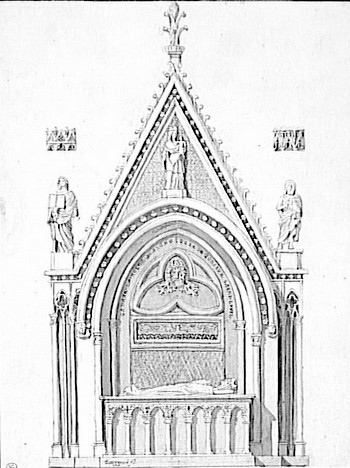
Tomba di Bianca (disegno)

## Ascendenza
|                           |                    |                              | Genitori                              |  |  | Nonni |  |  | Bisnonni            |  |  | Trisnonni            |  |
|                           |                    |                              |                                       |  |  |       |  |  | Alfonso VII di León |  |  | Raimondo di Borgogna |  |
|                           |                    |                              |                                       |  |  |       |  |  | Alfonso VII di León |  |  | Raimondo di Borgogna |  |
|                           |                    | Urraca di Castiglia          |                                       |  |  |       |  |  | Alfonso VII di León |  |  |                      |  |
| Sancho III di Castiglia   |                    |                              |                                       |  |  |       |  |  | Alfonso VII di León |  |  |                      |  |
|                           |                    | Berengaria di Barcellona     | Raimondo Berengario III di Barcellona |  |  |       |  |  |                     |  |  |                      |  |
|                           |                    | Berengaria di Barcellona     | Raimondo Berengario III di Barcellona |  |  |       |  |  |                     |  |  |                      |  |
|                           |                    | Berengaria di Barcellona     | Dolce I di Provenza                   |  |  |       |  |  |                     |  |  |                      |  |
| Alfonso VIII di Castiglia |                    | Berengaria di Barcellona     |                                       |  |  |       |  |  |                     |  |  |                      |  |
|                           |                    | García IV Ramírez di Navarra | Ramiro Sánchez di Monzón              |  |  |       |  |  |                     |  |  |                      |  |
|                           |                    | García IV Ramírez di Navarra | Ramiro Sánchez di Monzón              |  |  |       |  |  |                     |  |  |                      |  |
|                           |                    | García IV Ramírez di Navarra | Cristina Rodriguez                    |  |  |       |  |  |                     |  |  |                      |  |
| Bianca Garcés di Navarra  |                    | García IV Ramírez di Navarra |                                       |  |  |       |  |  |                     |  |  |                      |  |
|                           |                    | Marguerite de l'Aigle        | Gilbert de l'Aigle                    |  |  |       |  |  |                     |  |  |                      |  |
|                           |                    | Marguerite de l'Aigle        | Gilbert de l'Aigle                    |  |  |       |  |  |                     |  |  |                      |  |
|                           |                    | Marguerite de l'Aigle        | Juliette du Perche                    |  |  |       |  |  |                     |  |  |                      |  |
| Bianca di Castiglia       |                    | Marguerite de l'Aigle        |                                       |  |  |       |  |  |                     |  |  |                      |  |
|                           | Goffredo V d'Angiò | Folco V d'Angiò              |                                       |  |  |       |  |  |                     |  |  |                      |  |
|                           | Goffredo V d'Angiò | Folco V d'Angiò              |                                       |  |  |       |  |  |                     |  |  |                      |  |
|                           | Goffredo V d'Angiò | Eremburga del Maine          |                                       |  |  |       |  |  |                     |  |  |                      |  |
| Enrico II d'Inghilterra   | Goffredo V d'Angiò |                              |                                       |  |  |       |  |  |                     |  |  |                      |  |
|                           |                    | Matilda d'Inghilterra        | Enrico I d'Inghilterra                |  |  |       |  |  |                     |  |  |                      |  |
|                           |                    | Matilda d'Inghilterra        | Enrico I d'Inghilterra                |  |  |       |  |  |                     |  |  |                      |  |
|                           |                    | Matilda d'Inghilterra        | Matilde di Scozia                     |  |  |       |  |  |                     |  |  |                      |  |
| Eleonora d'Inghilterra    |                    | Matilda d'Inghilterra        |                                       |  |  |       |  |  |                     |  |  |                      |  |
|                           |                    | Guglielmo X di Aquitania     | Guglielmo IX d'Aquitania              |  |  |       |  |  |                     |  |  |                      |  |
|                           |                    | Guglielmo X di Aquitania     | Guglielmo IX d'Aquitania              |  |  |       |  |  |                     |  |  |                      |  |
|                           |                    | Guglielmo X di Aquitania     | Filippa di Tolosa                     |  |  |       |  |  |                     |  |  |                      |  |
| Eleonora d'Aquitania      |                    | Guglielmo X di Aquitania     |                                       |  |  |       |  |  |                     |  |  |                      |  |
|                           |                    | Aénor di Châtellerault       | Aimery I, Visconte di Châtellerault   |  |  |       |  |  |                     |  |  |                      |  |
|                           |                    | Aénor di Châtellerault       | Aimery I, Visconte di Châtellerault   |  |  |       |  |  |                     |  |  |                      |  |
|                           |                    | Aénor di Châtellerault       | Dangereuse de l'Isle Bouchard         |  |  |       |  |  |                     |  |  |                      |  |
|                           |                    | Aénor di Châtellerault       |                                       |  |  |       |  |  |                     |  |  |                      |  |

### Fonti primarie
- (LA)  Monumenta Germaniae Historica, Scriptores, tomus XXIII.
- (LA)  Recueil des chartes de l'abbaye de Silos.
- (LA)  #ES España sagrada, Volume 23.
- (LA) #ES Historiae Anglicanae Scriptores X
- (LA)  #ES San Nicolás del Real Camino
- (LA) #ES Cartulario san pedro de arlanza
- (LA)  Obituaires de la province de Sens. Tome 1,Partie 1
- (LA)  Chroniques de Saint-Martial de Limoges
- (FR)  #ES Recueil des historiens des Gaules et de la France. Tome 21, Cronyque Anonime
- (FR)  #ES Chronique de Guillaume de Nangis

### Letteratura storiografica
- Rafael Altamira, La Spagna (1031-1248), in Storia del mondo medievale, vol. V, 1999, pp. 865–896;
- Elena Bonoldi Gattermayer, Bianca di Castiglia, Jaca Book, Milano 2005.
- Frederick Maurice Powicke, I regni di Filippo Augusto e Luigi VIII di Francia, in Storia del mondo medievale, vol. V, 1999, pp. 776–828;
- Régine Pernoud, Bianca di Castiglia, Ecig, Genova 1994.
- Charles Petit-Dutaillis, Luigi IX il Santo, in Storia del mondo medievale, vol. V, 1999, pp. 829–864.
- (FR)  Philippe Delorme, Blanche de Castille, Histoire des Reines de France, Ed. Pygmalion, 2002.
- (PT)  Nobiliario del Conde de Barcelos Don Pedro, Hijo del Rey Don Dionisio, Reyes de Portugal
- (ES) Jaime Salazar y Acha Urraca. Un nombre egregio en la onomástica altomedieval.
- (FR) Histoire généalogique et chronologique de la maison royale de France, Tome 1.